# Специальная кафедра ЦИПК МСМ СССР
Специальная кафедра ЦИПК МСМ СССР — специальное обособленное учебное подразделение в системе Министерства среднего машиностроения, созданное с целью организации и проведения аналитических исследований в области противодействия иностранным техническим средствам разведки и предупреждения утечки по техническим каналам государственных и военных секретов, обучением, подготовкой и повышением квалификации РРиС в области гражданской обороны, защиты государственной и информационной безопасности на закрытых ядерно-оружейных и оборонно-промышленных предприятиях.

## История
В 1971 году специальным постановлением Совета министров СССР, в Центральном институте повышения квалификации МСМ СССР была создана Специальная кафедра.
Под общим руководством Первого заместителя председателя Совета Министров СССР К. Т. Мазурова и заместителя министра средмаша СССР по кадрам Л. Г. Мезенцева,
 созданием Спецкафедры занимались руководители Второго Главного управления МСМ СССР и заинтересованные лица из КГБ и ГТК СССР.:17,18,21
Проф.-преподавательский состав Спецкафедры состоял из старших офицеров действующего резерва КГБ, МВД и Министерства обороны, с должностными окладами, правами и льготами проф.-преподав. состава одной из академий Минобороны СССР.:2
Основными организаторами учебного процесса на Спецкафедре были прибывшие в 1971 году полковники: С. А. Прищепа, А. Ф. Штефан и А. П. Гаврилов, методическую помощь оказывали заместитель министра среднего машиностроения СССР по ядерно-оружейному комплексу А. Д. Захаренков, начальники 2-го ГУ МСМ (Режим и контрразведывательное обеспечение) — генерал-майоры К. В. Боровков и Н. И. Лютов, начальник 5-го ГУ МСМ (Создание и испытание ядерного оружия) — Г. А. Цырков и начальник 6-го ГУ МСМ (Производство ядерного оружия) — генерал-лейтенант Л. А. Петухов, учебная и научно — методическая деятельность осуществлялась в тесном взаимодействии с КГБ СССР и Гостехкомиссией СССР:2,5,6,17,18

## Основная деятельность
Спецкафедра занималась аналитическими исследованиями, подготовкой и повышением квалификации РРиС закрытых объектов ядерно-оружейной промышленности Министерства среднего машиностроения СССР по следующим направлениям::6,7,16,17,18,19
- Организация работы и проведение аналитических исследований в области технической защиты информации, предупреждения утечки закрытой информации, обеспечение информационной безопасности и противодействие иностранным техническим средствам разведки (ПДИТСР);
- Разработка и осуществления мероприятий по защите секретных сведений на всех стадиях (этапах) выполнения работ, содержащих государственную тайну;
- Организация работы режимно-секретных служб и ведения секретного делопроизводства;
- Организация и осуществление охраны объектов, пропускного и внутри объектового режима, транспортировки спецгрузов и организация охраны в пути их следования;
- Организация и осуществление работ в области технических средств охраны (ТСО) и технических средств физической защиты (ТСФЗ);
- Организация и осуществление деятельности гражданской обороны, ядерной и промышленной безопасности, мобилизационной готовности

На Спецкафедре выполнялись научно-исследовательские работы по договорам о научно-техническом сотрудничестве и проходили обучение и переподготовку РРиС из министерств: оборонной промышленности СССР, радиопромышленности СССР, промышленности средств связи СССР, общего машиностроения СССР, авиационной промышленности СССР, старших офицеров: Спецчастей и ГУ ВВ МВД СССР, 12-го ГУ МО СССР, ГУ ПВ КГБ и аналитических подразделений КГБ СССР:6,7,8,17,18,19На основе учебно-методических материалов и разработок Спецкафедры создавалась кафедра ПДИТСР Высшей школы КГБ СССР им. Ф.Э.Дзержинского, а офицеры КГБ проходившие обучение на Спецкафедре впоследствии стали преподавателями этой кафедры.

## Структура
Структура Спецкафедры включала в себя пять учебных циклов, которые являлись обособленными учебными подразделениями и координировали свою учебно — методическую деятельность с соответствующими спецотделами Второго Главного управления МСМ СССР::5,16,17,18
- Цикл Гражданской обороны — 1-й начальник: полковник Штефан Анатолий Филиппович (с 1972 года заместитель начальника Спецкафедры), с 1988 года полковник Еганов Ю. В.  [Проф.-препод. состав цикла состоял из старших офицеров МО СССР]

— Старшие преподаватели: генерал-майор инж.-тех.службы Мальский А. Я., полковники Степченко В. Ф., Бакин П. И., Матюк М. И., капитан 1 ранга Алёнов Ю. В., сверх штата — полковники: Холманский Ф. В. (зам. директора ФЭИ по ГО), Иванов А. М., Кочубеев Л. И., старшие офицеры Спецотдела ГО 2-го ГУ МСМ СССР;
- Цикл Защиты государственной тайны — 1-й начальник: полковник Гаврилов Андрей Петрович, с 1974 года полковник Мышкин В. С.  [Проф.-препод. состав цикла состоял из старших офицеров КГБ СССР]

— Старшие преподаватели: полковники Фёдоров Е. Е., Чулочников А. В., к.и.н. Мирошниченко А. В., сверх штата — старшие офицеры 1-го (секретное делопроизводство), 3-го (шифровального) и 7-го (архивного) Спецотделов 2-го ГУ МСМ СССР;
- Цикл Охраны объектов — 1-й начальник: полковник Воробьёв Иван Фёдорович, с 1984 года полковник Верховод А. М. [Проф.-препод. состав цикла состоял из старших офицеров МВД СССР]

— Старшие преподаватели: полковники Свиридов М. И., Андросенко Г. А., сверх штата — старшие офицеры 2-го (охрана объектов и внутриобъектовый режим) Спецотдела 2-го ГУ МСМ СССР;
- Цикл Технических средств охраны — 1-й начальник: полковник Котельников Владимир Николаевич.  [Проф.-препод. состав цикла состоял из старших офицеров ВВ МВД СССР]

— Старшие преподаватели: полковники Таранов Е. И., Кива А. А., сверх штата — специалисты-разработчики ВНИИТФ, СКБ ВНИИХТ и СКТБ ППЗ, генерал-майор Мишин Е. Т. и старшие офицеры Специального технического управления 2-го ГУ МСМ СССР;
- Цикл Противодействия иностранным техническим средствам разведки — 1-й начальник: полковник Головин Генадий Михайлович, с 1985 года полковник Сериков В. Н., с 1988 года полковник Кондратьев Н. А. [Проф.-препод. состав цикла состоял из старших офицеров КГБ СССР]

— Старшие преподаватели: полковники Зеленин А. С., Овчинников Е. И., Кисилёв В. И., Соловьёв Л. П., Сёмин А. Е., Кулиниченко В. М., сверх штата — старшие офицеры 5-го (аналитического), 8-го (иностранного) и 9-го (ПДИТСР) Спецотделов 2-го ГУ МСМ СССР
В 1993 году на базе Специальной кафедры был создан — Межотраслевой специальный учебный центр (МСУЦ) Минатома России, который продолжает заниматься решением тех же задач что и Спецкафедра.:21

## Награды
- 15 апреля 1980 года Спецкафедра награждена Почётной Ленинской грамотой ЦК КПСС — за высокие показатели в труде и многократное перевыполнение учебного плана[4]

## Руководители
- 1972—1988 — полковник Прищепа, Степан Адамович
- 1988—1993 — полковник Сериков, Владимир Николаевич

## Известные сотрудники
См. Категория: Преподаватели Специальной кафедры ЦИПК МСМ СССР